# Die Gespensterstunde
Die Gespensterstunde ist ein 1916 entstandenes, deutsches Stummfilm-Familiendrama mit Gruselelementen von Urban Gad.

## Handlung

### Erster Akt
Graf de la Porte residiert auf dem Schloss Medan. Sein zweitgeborener Sohn Johann ist mit Luise-Marie verheiratet. Beide haben ein wenige Monate altes Kleinkind und einen vierjährigen Sohn, der körperlich missgestaltet ist und vom Hausarzt als geistesschwach bezeichnet wird. Luise-Maries allgegenwärtige Mutter Gräfin Herm macht sich unter diesen Umständen Sorgen, dass ihre Tochter erbrechtlich bald ausgebootet sein wird, zumal Johanns älterer Bruder August als Erstgeborener Majoratsrecht besitzt. Als August eines Tages im Schloss nach langer Abwesenheit auftaucht, wird er von seinem Vater sehr unterkühlt begrüßt. Gräfin Herm will den bärtigen Schwager ihrer Tochter schnellstmöglich loswerden und ersinnt einen Plan. Währenddessen kommen die beiden lange Zeit getrennten Brüder bei einer gemeinsamen Jagd einander wieder näher. Die Schwiegermutter Johanns setzt diesem derweil den Floh ins Ohr, dass Bruder August mit Luise-Marie allzu heftig flirte. Dieser kann das kaum glauben und reagiert aufgebracht. Im Salon fällt die manipulative Luise-Marie August in die Arme, wohlwissend, dass jeden Augenblick Johann hereinschneien könnte. Dieser ist noch mit dem Jagdgewehr bewaffnet und sieht, wie sich Luise-Marie angeblich angewidert aus den Fängen Augusts befreit.
Aufgebracht beschuldigt sie August, sich ihr unsittlich genähert zu haben. Die beiden Männer beginnen miteinander zu rangeln, ein Schuss löst sich und Johann fällt tödlich getroffen zu Boden. August beteuert seine Unschuld, die dazukommende Gräfin Herm sagt zu August: „Ihnen bleibt nur ein Ausweg: Verschwinden Sie für immer!“ Damit ist der Weg frei für eines der beiden Kinder Johanns. Ehe August die Flucht ergreift, versteckt er diejenigen Dokumente, die ihm das Recht als Erstgeborener auf den Familienbesitz sichern, im Rittersaal des unbewohnten Schlossflügels. Da man keinen als „Krüppel“ missachteten de la Porte-Spross als Majoratsherr akzeptieren will, soll, so wird beschlossen, der kleine Gert, Johanns Zweitgeborener, dereinst das Erbe antreten. Der Vierjährige soll eine gute Pflege bekommen, aber vor der Öffentlichkeit versteckt werden. Diener Tobias wird von dem alten Grafen mit der Pflege beauftragt. Eines Tages wird ein Familienausflug zu einem kleinen See unternommen. Während die Amme und die Diener mit zwei der drei Kinder fortgehen, stürzt Gräfin Herm den Kinderwagen in einen kleinen See und ruft um Hilfe, ein Kind sei ertrunken. Zwei Männer eilen zu Hilfe und fischen den Kinderwagen aus dem Wasser. Das Kind bleibt unauffindbar. Nun kann man den verkrüppelten Erstgeborenen offiziell für tot erklären, und der Weg ist frei für den kleinen, gesunden Gert.

### Zweiter Akt
Jahre sind seit den Ereignissen im Schloss Medan vergangen. August de la Porte lebt in Chicago unter dem amerikanischen Namen Howdon und ist mittlerweile sterbenskrank. Er hat eine Tochter namens Agga bekommen, die nichts von seiner düsteren Vergangenheit in Deutschland weiß. Auf dem Sterbebett eröffnet er ihr seine wahre Identität und macht ihr klar, dass sie das Anrecht auf den Besitz derer de la Porte und das Schloss hat. Dann liest er aus einem Brief der mittlerweile verstorbenen Luise-Marie vor, in dem diese gesteht, dass sie einen Anteil an dem Komplott gegen ihn hatte. In seinem letzten Schreiben kündigt August der hinterhältigen Gräfin Herm auf dem Schloss die Ankunft einer Agga Howdon an, derer sich die Alte annehmen soll, als Gegenleistung für sein damaliges Verschwinden. Agga erfährt von dem dahinscheidenden Vater, dass sich die Legitimationspapiere für ihren Besitzanspruch in einem Geheimfach im alten Rittersaal befinden. Im letzten Aufbäumen warnt August seine Tochter vor den Intrigen der Gräfin Herm. Dann stirbt Aggas Vater.
Gert de la Porte ist inzwischen ein junger Erwachsener geworden. Zu seinem Bekanntenkreis zählt Magnus Berten, der Sohn des Nachbargutsbesitzers, und seine Schwester Margit, die als Gerts Zukünftige gilt. Mit einigem Entsetzen und einer bösen Vorahnung liest Gräfin Herm das letzte Schreiben Augusts, in dem die Ankunft Aggas avisiert wird. Agga wird im Schloss aufgenommen, Gräfin Herm hingegen will Vorkehrungen treffen, dass es zu keiner bösen Überraschung kommt. Die Alte macht Gert daher klar, dass er vorläufig Margit aufgeben und sich stattdessen Agga zuwenden solle, wohlwissend, dass sie eventuell Anspruch auf den Familienbesitz de la Porte erheben könnte. Während sich Gert im Auftrage der Großmutter an Agga heranmacht, versucht diese wiederum Zugang zum hinteren, unbewohnten Teil des Schlosses zu bekommen, um im Rittersaal nach dem Geheimfach zu suchen. Doch Gräfin Herm blockt Aggas Ansinnen, auch diesen Teil des Gebäudes zu begehen, kategorisch ab. Außerdem solle es dort spuken, wie die Gräfin behauptet.
Ganz nebenbei lernt Agga Magnus Berten kennen. Die beiden haben etwas gemeinsam: auch er war einige Zeit in Chicago, als er dort studierte. Die jungen Leute freunden sich an, und Agga versucht, in ihm einen Bundesgenossen zu finden. Der Gräfin Versuche, ihren Enkel Gert mit Agga zu verkuppeln, scheitern hingegen bereits im Ansatz. Als letzten Trumpf plant die Alte, den verkrüppelten Ältesten ihrer Enkelkinder, der im Turmzimmer wie ein wildes Tier an einer Kette festgebunden gehalten wird und sich nur auf allen vieren fortbewegt, auf Agga loszulassen. Von diesem Schock, so hofft die Gräfin, werde sich die Amerikanerin nicht so schnell erholen.

### Dritter Akt
Agga will nun zu Taten schreiten. Obwohl ihr Gräfin Herm gesagt hatte, dass es im braunen Zimmer spuke, will sie dort unbedingt die folgende Nacht verbringen. Sie hofft, von dort endlich in den abgeschieden liegenden Rittersaal zu gelangen. Gräfin Herm stimmt ihrem Ansinnen zu, kann sie doch dort am besten den verkrüppelten Ältesten auf Agga hetzen. Währenddessen warnt Diener Tobias Agga vor den Dingen, die kommende Nacht geschehen könnten. Tief in der Nacht holt Gräfin Herm ihren buckligen Enkel von seiner Dachkammer in das Schloss herunter und bringt ihn zu dem braunen Zimmer. Um Mitternacht, zur Geisterstunde, macht sich auch Agga auf den Weg, um ihr Versprechen, das sie dem Vater am Sterbebett gegeben hatte, einzulösen und geht auf die Suche nach den Legitimationsdokumenten. Auf dem Weg dorthin folgt ihr ihr verkrüppelter Cousin auf allen vieren wie ein unsichtbarer Schatten. Als die Kreatur nach Agga greifen will, erschrickt diese sich fast zu Tode und flieht Hals über Kopf vor dem „Unhold“. Der aber nutzt die Gunst des Augenblicks, kostet die Freiheit aus und verschwindet irgendwo auf dem Schlossgelände.
Am nächsten Morgen kommt Diener Tobias zur Gräfin und berichtet, dass der bucklige Gefangene nicht mehr in sein Versteck heimgekehrt sei. Nun macht sich die Alte Sorgen, da sie die gepeinigte, unterdrückte Kreatur für gefährlich hält. Agga kommt wie gerädert an den Frühstückstisch, zu sehr hat die Aufregung vergangener Nacht ihr zugesetzt. Im Vertrauen zu Magnus Berten setzt sie ihn von ihrer Absicht, nach den Dokumenten zu suchen, in Kenntnis, und bittet ihn, sie in der kommenden Nacht zu begleiten. Derweil stromert der Bucklige über das Schlossgelände. Als wieder Mitternacht naht, will Gert Magnus nicht gehen lassen, da er Angst vor seinem eigenen Bruder hat. In der Zwischenzeit wartet Agga auf Magnus. Doch nicht ihr Liebster erscheint plötzlich, sondern der bucklige Irre, der nunmehr Agga mit lüsternem Blick regelrecht attackiert. Verzweifelt versucht Agga, im braunen Zimmer die kriechende Kreatur mit aller Kraft abzuwehren. Dann flieht sie. Gräfin Herm betritt nunmehr das Schlafgemach Aggas. Nun attackiert der geistesschwache Enkelsohn auch noch seine Großmutter. Anschließend flieht der „Krüppel“ auf die Zinnen des Schlossturmes, gefolgt von Tobias und zwei anderen Männern. Schließlich stürzt die arme Kreatur rücklings in die Tiefe, in den Tod.
Derweil sind Magnus und Agga auf der Suche nach dem Geheimfach im Rittersaal. Sie finden Augusts Papiere, die Aggas Erbrecht bestätigen. Dann stürmen die verbleibenden Schlossbewohner hinzu und verkünden, dass die Gräfin tot aufgefunden wurde. Tobias beschuldigt Gert vor Agga und Magnus, den Bruder auf Agga gehetzt zu haben. Daraufhin wird der Schurke vom Schloss verwiesen. „Magnus und ich werden die Mächte der Finsternis für immer von Medan verscheuchen“, sind Aggas abschließende Worte.

## Produktionsnotizen
Die Gespensterstunde passierte die Zensur im September 1916 und erlebte seine Uraufführung erst im Mai 1917 im Berliner Passagetheater. Der Dreiakter (inklusive eines Präludiums) besaß eine Länge von etwa 1400 Metern.

## Kritik
Paimann’s Filmlisten resümierte: „Stoff sehr gut (stark realistisch). Spiel, Photos und Szenerie sehr gut. (Für einfaches Publikum sehr gut brauchbar.)“